# Roznosiciel
Roznosiciel (tytuł oryg. Rosewood Lane) – amerykański film fabularny z 2011 roku, napisany i wyreżyserowany przez Victora Salvę, z Rose McGowan obsadzoną w roli głównej.

## Fabuła
Sonny Blake wprowadza się do posiadłości zmarłego ojca na przedmieściach. Wkrótce pada ofiarą psychopatycznego roznosiciela gazet, który z upodobaniem nachodzi, dręczy i terroryzuje okolicznych mieszkańców. Życie Sonny i jej bliskich znajduje się w niebezpieczeństwie.

## Obsada
- Rose McGowan − Sonny Blake
- Daniel Ross Owens − Derek Barber/Roznosiciel
- Lauren Vélez − Paula Crenshaw
- Sonny Marinelli − Barrett Tanner
- Ray Wise − detektyw Briggs
- Lesley-Anne Down − dr Cloey Talbot
- Steve Tom − Glenn Forrester
- Lin Shaye − pani Hawthorne
- Rance Howard − Fred Crumb
- Judson Mills − Darren Summers
- Tom Tarantini − detektyw Sabatino

## Odbiór
Film został negatywnie oceniony przez krytyków. Albert Nowicki (filmweb.pl) pisał: "Nie da się oprzeć wrażeniu, że Victor Salva, i tak regularnie pomiatany przez złą prasę, Roznosicielem wyrządził sobie jeszcze większą krzywdę. Choć budżet filmu nie był duży i jest to zauważalne zbyt często, fabuła miała do zaoferowania sporo. Napisany na kolanie scenariusz i niestaranna reżyseria pogrążyły opowieść o psychopatycznym chłopcu z sąsiedztwa." Sean Decker (DreadCentral.com) krytykował twisty w fabule filmu, jego postaci oraz porzucanie przez scenarzystę wątków pobocznych.